# ناثان بوون
ناثان بوون (بالإنجليزية: Nathan Boone)‏ هو عسكري أمريكي، ولد في 1780 في Boone Station ‏ في الولايات المتحدة، وتوفي في 1857 في آش غروف في الولايات المتحدة.

## وصلات خارجية
- ناثان بوون على موقع الموسوعة البريطانية (الإنجليزية)